# Irena z Larisy
Irena z Larisy (zm. 1015?) – bułgarska caryca, żona cara Gabriela Radomira.
O pochodzeniu Ireny nie wiadomo nic pewnego. Przypuszcza się, że była Greczynką. Urodziła się prawdopodobnie na początku lat 80. X wieku w Larisie. Poczynając od 980 roku władca bułgarski, Samuel Komitopul podjął ekspansję na ziemie greckie, co roku ponawiając wyprawy przeciw Larisie. Ostatecznie zdobył ją dopiero w 985. Mieszkańców niepokornego miasta Samuel potraktował nadzwyczaj surowo, uprowadził i uczynił niewolnikami. Wśród jeńców znalazła się kilkuletnia Irena. Ponieważ w państwie Samuela nie istniała zasadniczo warstwa społeczna ludzi niewolnych, jeńcy byli najczęściej sprzedawani lub odkupowani od zwycięzcy przez ich rodziny. Mieszkańców Larisy car zakazał jednak odsprzedawać.
Irena dorastała jako niewolnica na dworze w Prespie. Jej niezwykłą urodą zachwycali się kronikarze greccy: Jan Skylitzes, a za nim Jerzy Kedren. Uroda Ireny sprawiła prawdopodobnie, że syn cara, Gabriel Radomir opuścił dla niej swą królewską małżonkę. Pierwsze małżeństwo Gabriela Radomira, z nieznaną z imienia księżniczką węgierską, zawarte w ostatnich latach X wieku stanowiło gwarancję przymierza cara Samuela z władcą Węgier Stefanem I. Około roku 1000 w kilka zaledwie lat po ślubie Gabriel Radomir oddalił swą pierwszą żonę, z którą miał już syna i poślubił Irenę. Samuel zgodził się na ten związek, choć miało to w przyszłości konsekwencje. W 1002 roku, gdy cesarz bizantyński Bazyli II Bułgarobójca obległ położony na północy kraju Widyń, a Samuel próbował odwrócić jego uwagę atakując położony w Tracji Adrianopol, król węgierski zaatakował ziemie północnego sojusznika Samuela księcia Ajtonya. 
Irena urodziła Gabrielowi Radomirowi pięciu synów i dwie córki, imiona dzieci nie są znane. W 1014 roku po śmierci Samuela Gabriel Radomir został carem bułgarskim. Rok później w sierpniu 1015 zginął podczas polowania zamordowany przez swego kuzyna Iwana Władysława. Wraz z nim najprawdopodobniej zginęła również Irena. Najstarszy z synów Gabriela i Ireny, następca tronu, po śmierci ojca został z rozkazu Iwana Władysława oślepiony. Po śmierci Iwana Władysława na początku 1018 roku, dzieci Gabriela i Ireny poddały się wraz z carycą wdową Marią cesarzowi Bazylemu II i zostały odesłane na dwór cesarski w Konstantynopolu.